# مسجد الجمعة (بالاكن)
مسجد الجمعة (بالأذرية: Cümə məscidi (Balakən)، بالإنجليزية: Juma Mosque (Balaken))، المعروف أيضا باسم مسجد المئذنة: هو مسجد ومعلم تاريخي معماري يقع في مدينة بالاكن، أذربيجان. استغرق بناء المسجد 10 سنوات واكتمل في 1877.
تم إدراج المسجد ضمن قائمة المعالم التاريخية والثقافية الغيرمنقولة ذات الأهمية الوطنية، وفقا للقرار رقم 132 الصادر عن مجلس وزراء جمهورية أذربيجان بتاريخ 2 أغسطس 2001.

## أسلوب البناء
تم تشييد مبنى المسجد من صخور النهر، في حين أن مئذنته مصنوعة من الطوب المحروق. استخدم في البناء الجير وغيره. تخطيط المسجد مستطيل من الداخل والخارج، ويغطي مساحة 1025 مترًا مربعًا. تم بناء المئذنة- التي يبلغ ارتفاعها 44 مترًا- منفصلة عن المبنى الرئيسي. لها شكل ثماني الأضلاع ومزينة بزخارف نباتية.[4] كلما ارتفعت المئذنة تضيق، مما يجعلها أكثر مقاومة للقوى الطبيعية.
تبلغ مساحة الساحة 3000 متر مربع، وأبعادها الداخلية 40 متراً × 23 متراً. الارتفاع من الأرض إلى السقف 8 أمتار. وفي مقدمة أبواب المدخل يوجد رواق يتكون من ستة أعمدة وسبعة أقواس. تحتوي قاعة الصلاة على 12 عمودًا، و26 قوسًا، و16 نافذة. الأعمدة مصنوعة من الطوب المحروق. للمسجد ثلاثة أبواب للدخول، وفوق كل باب نقشت عبارات مقتبسة. منبر المسجد مصنوع من الخشب.